# GJ 758
GJ 758 (Gliese-Jahreiss 758) es una estrella del tipo-G de secuencia principal situado a unos 50 años luz de distancia de la Tierra, en el constelación Lyra. Con una magnitud de 6 es demasiado débil para ser visto a simple vista, pero se puede ver fácilmente a través de un pequeño telescopio o binoculares.

## Sistema planetario
Pruebas de la existencia de GJ 758 C y GJ 758 B fueron descubiertas por imagen directa con el instrumento HiCIAO del Telescopio Subaru . Si estos descubrimientos se confirman GJ 758 C y GJ 758 B serán parte de uno de los pocos sistemas planetarios (fuera de nuestro propio) en ser directamente fotografiado (casi todos los otros exoplanetas descubiertos hasta la fecha han sido detectados usando métodos indirectos).